# Onze-Lieve-Vrouwkerk (De Panne)

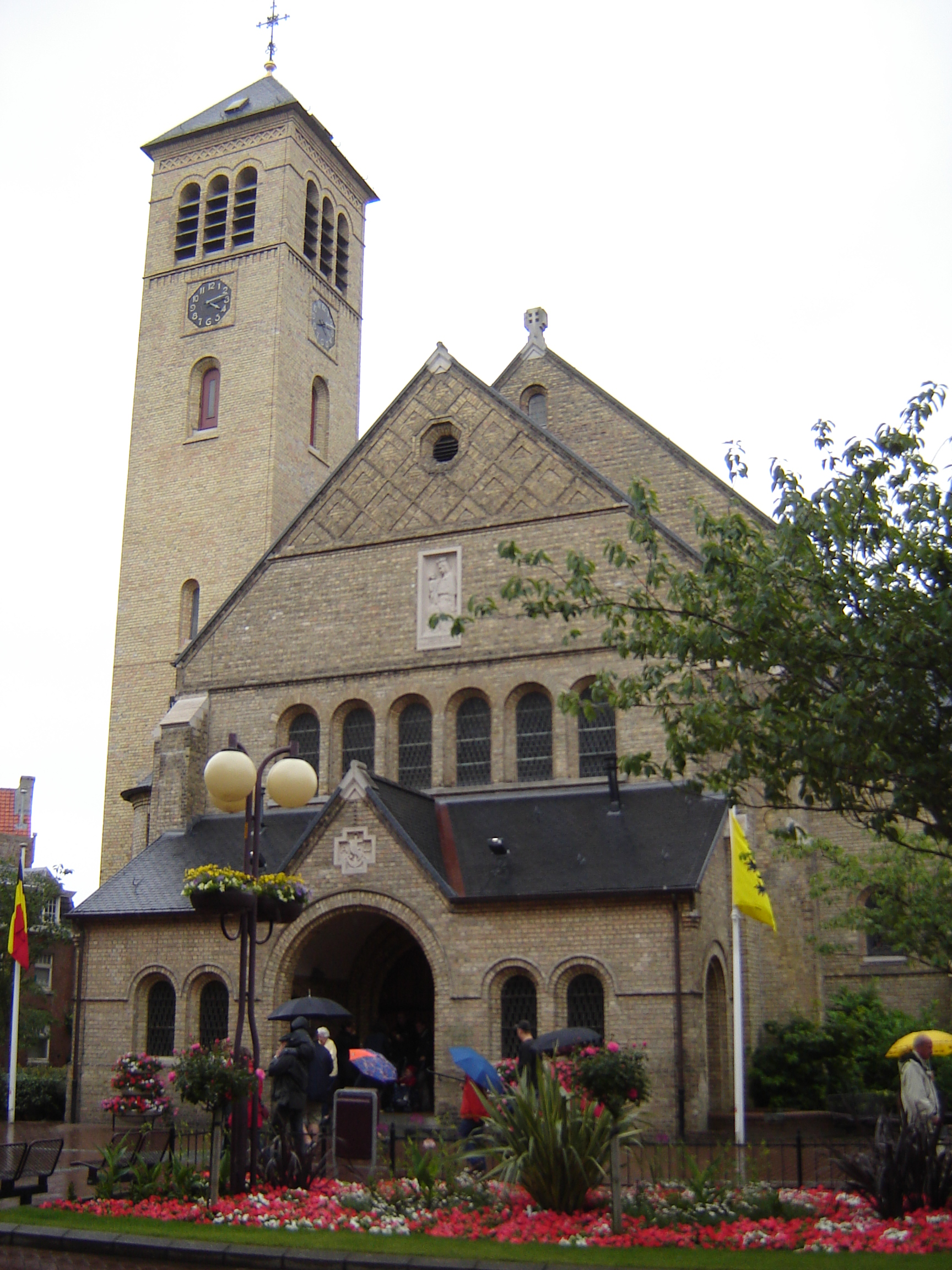
Onze-Lieve-Vrouwkerk

De Onze-Lieve-Vrouwkerk is een rooms-katholiek kerkgebouw in de West-Vlaamse plaats De Panne, gelegen aan Zeelaan 129.

## Geschiedenis
Vanaf 1922 was er aan de kust al een houten noodkerk, de Sint-Jozefskapel, gebouwd in opdracht van een Engelse dame waarvan de zoon tijdens de Eerste Wereldoorlog was gesneuveld.
De stichting van de Onze-Lieve-Vrouwparochie in 1926 was een gevolg van de ontwikkeling van De Panne als badplaats. De twee andere kerkgebouwen, waaronder de Sint-Pieterskerk lagen namelijk ver van zee.
De huidige kerk werd gebouwd naar ontwerp van Jozef Viérin en Luc Viérin en is een bakstenen neoromaans kerkgebouw, uitgevoerd als basilicale kruiskerk met aangebouwde vierkante zuidoosttoren. De kerk heeft een crypte welke in 1947 werd gewijd aan Onze-Lieve-Vrouw van Fátima.